# Калуга Ганна Максимівна
Ганна Максимівна Калу́га (до шлюбу — Карпинська; нар. 13 грудня 1924, Лубни — пом. 20 квітня 2011, Лубни) — українська художниця декоративно-ужиткового мистецтва (кераміка).

## Біографія
Народилася 13 грудня 1924 року в місті Лубнах (нині Полтавська область, Україна). Упродовж 1944—1948 років навчалася у Київському училищі прикладного мистецтва, була ученицею Миколи Прахова.
Протягом 1949—2004 років працювала на Київському експериментальному кераміко-художньому заводі/ВАТ «ДЕФФА»: у 1975—1980 та 1987—1993 роках обіймала посаду головного художника.
Померла в Лубнах 20 квітня 2011 року.

## Творчість
Серед робіт:
- кухоль «Богатир» (1969, форма Ярослави Козлової)

статуетки
- «Гуцульський танець» (1956);
- «Узбечка» (1957);
- «Бандуристка» (1958);
- «Солоха» (1959);
- «Молодка» (1960, разом з Ольгою Рапай);
- «Баба Параска» (1960);
- «Баба Палажка» (1960);
- «Ґандзя» (1962, разом з Ольгою Рапай);
- «Там дівчина воду брала» (1964, разом з Оленою Молдаван);
- «Аркан» (1969);
- «Майська ніч» (1969);
- «Левко і Оксана» (1970, форма Оксани Жникруп);
- «Намисто» (1971, форма Владислава Щербини).

Створювала та оздоблювала петриківським розписом:
- фарфоровий медальйон із портретом Фіделя Кастро;

декоративні вази
- «Михайло Ломоносов» (1957);
- «Жовтень» (1971);
- «Букет» (1972, форма Ярослави Козлової);
- із портретом Володимира Леніна (1978);
- «Калина» (1978, розпис Катерини Нікітаєвої);
- «Братерство» (1979, форма Ярослави Козлової);
- «Ювілейна» (1980, із Ганною Павленко-Черниченко);
- «1500-річчя Києва» (1982, форма Ярослави Козлової);
- «325-річчя возз'єднання України та Росії» (1989);
- із портретом Леоніда Брежнєва.

Брала участь у виставках з 1957 року.
Окремі роботи художниці зберігаються в Національному музеї українського народного декоративного мистецтва та Національному музеї Тараса Шевченка у Києві, Яготинському історичному музеї.